# Edsängens gravfält

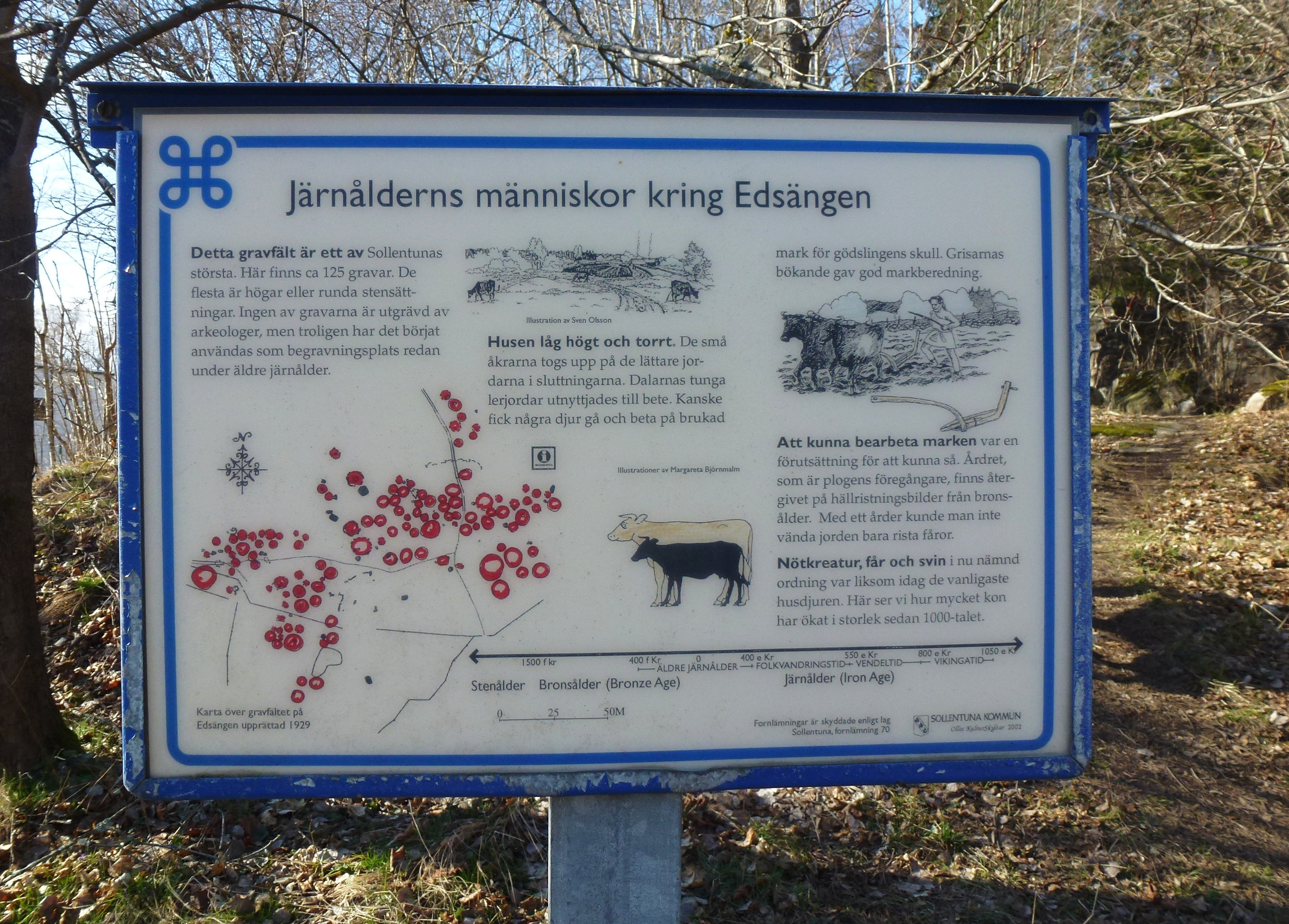
Edsängens gravfält, infoskylt.

Edsängens gravfält är ett område med vikingatida gravhögar belägna i Edsberg, Sollentuna kommun. Här finns cirka 125 gravar som gör gravfältet till ett av kommunens största.

## Beskrivning
Edsängens gravfält ligger mellan Edsviken och sjön Norrviken som under vikingatiden var ett sammanhängande vattendrag med tillgång till Östersjön. Strax väster om gravfältet fanns även en fornborg, som togs bort i början på 1970-talet för nybyggnad av Tunbergets vattentorn. Gravfältet täcker ett område på ungefär 200 meter längd i ost-västlig riktning och är 90 till 140 meter bred. Fornlämningarna består av cirka 15 gravhögar, 109 runda stensättningar och en triangulär stensättning. Högarna har en diameter på fem till tio meter och stensättningarna två till nio meter. Höjden varierar kraftigt. Ingen av gravarna är arkeologisk undersökt. Troligen har denna begravningsplats börjat användas redan under äldre järnåldern.

## Bilder

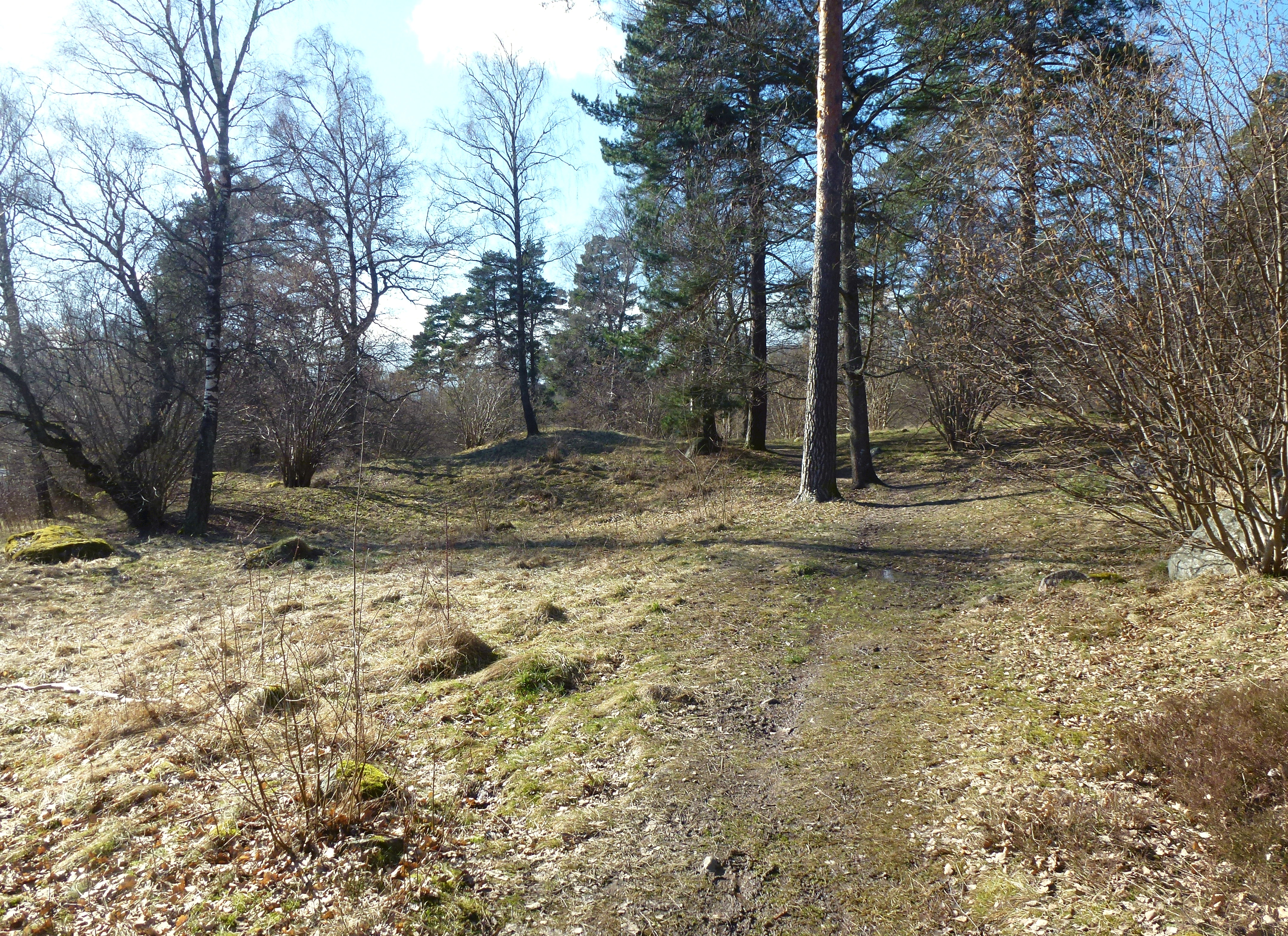
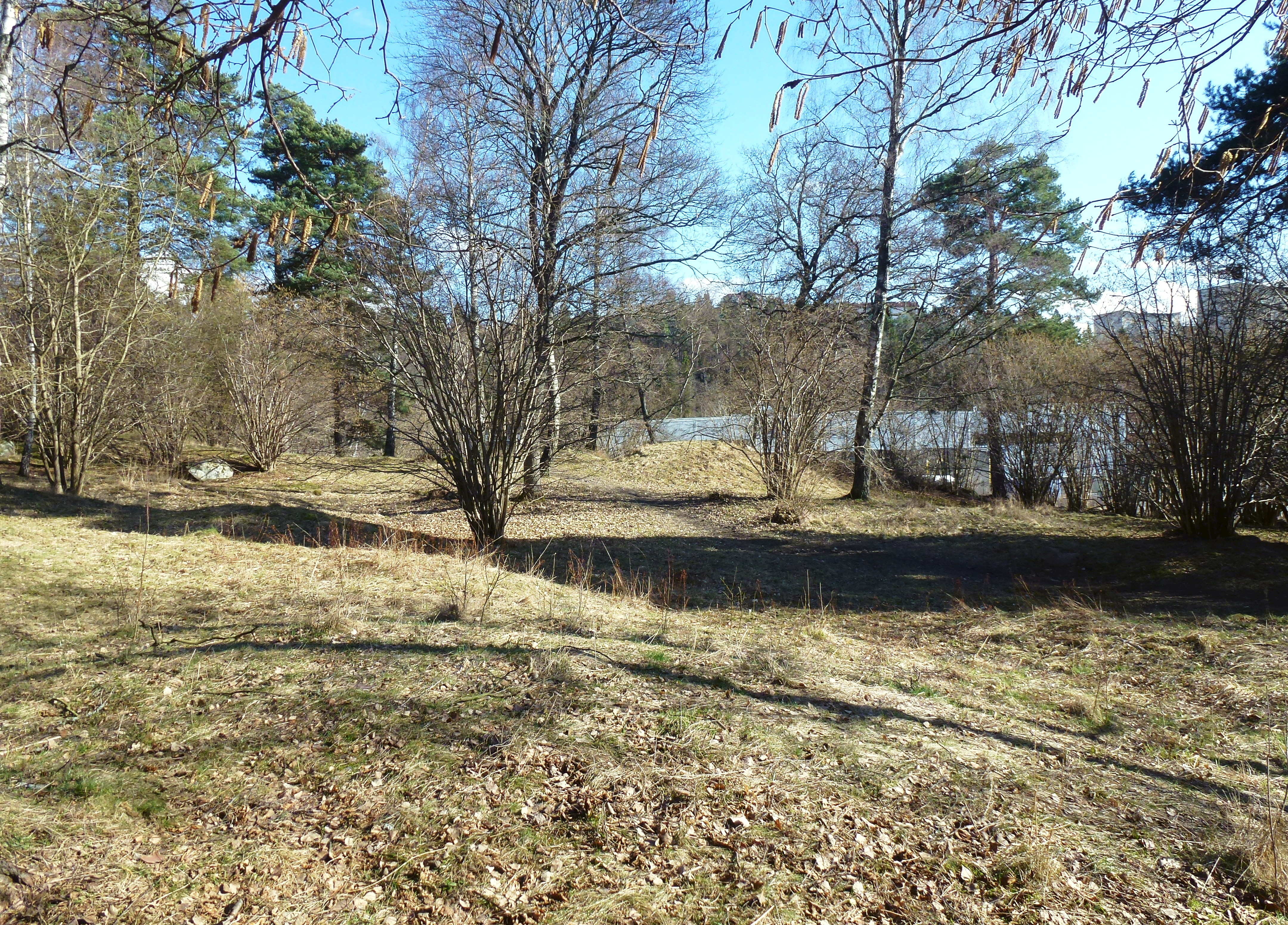
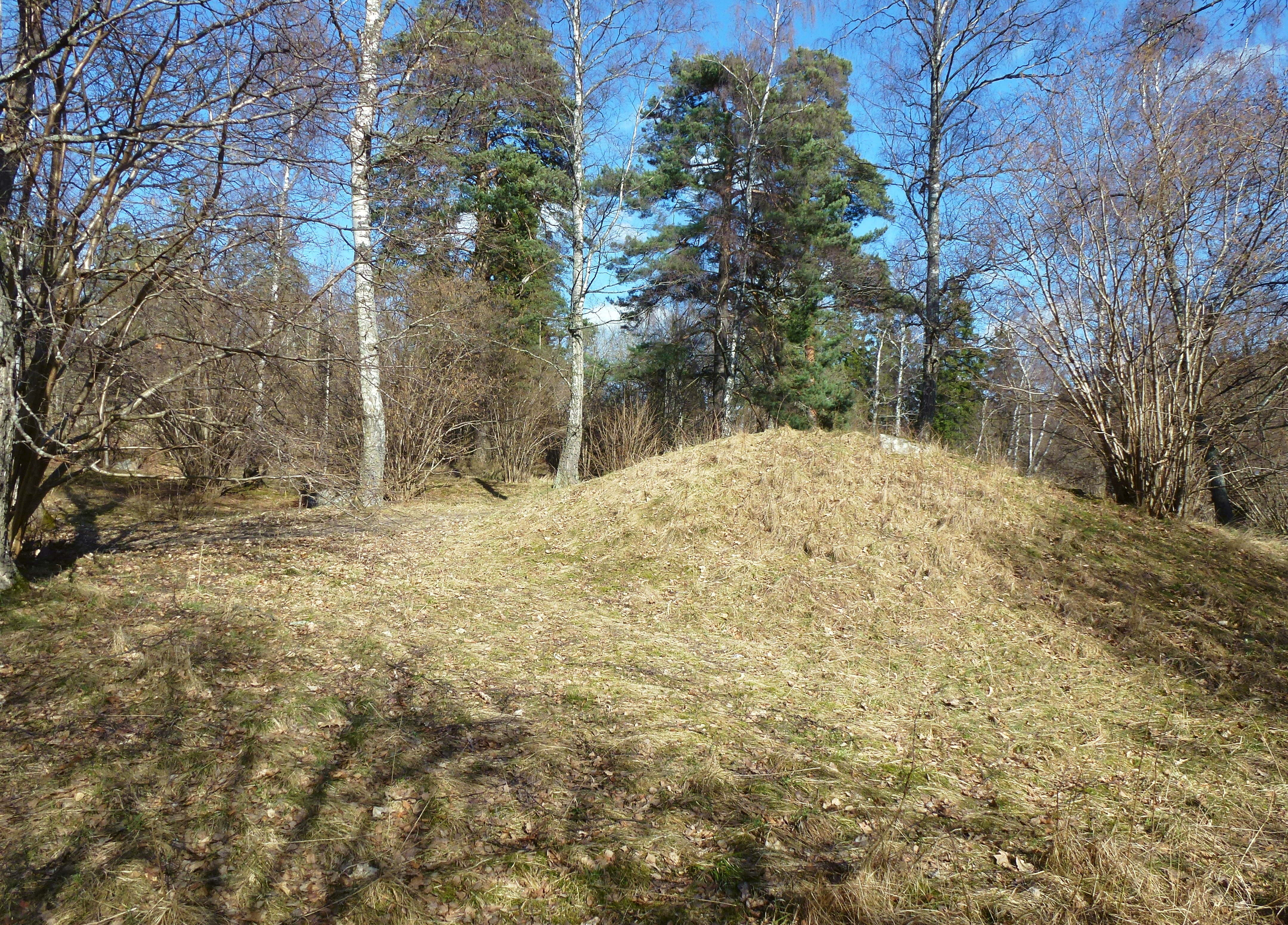
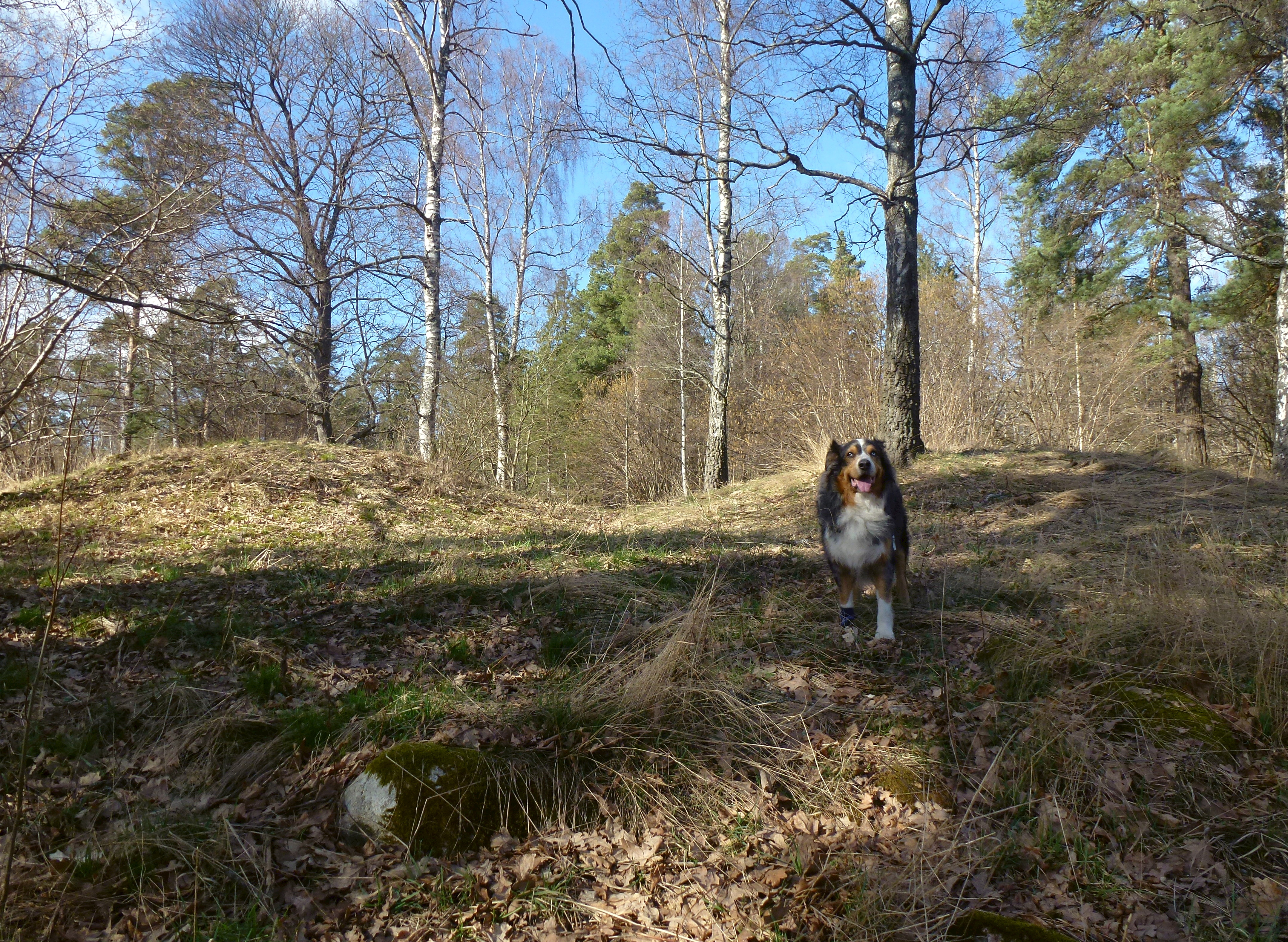